# El lenguaje de los machetes
El lenguaje de los machetes (Machete Language) es una película mexicana realizada en 2011 que se estrenó el 6 de septiembre del mismo año en el Festival Internacional de Cine de Venecia. Fue producida por la casa productora Woo Films.

## Sinopsis
Ray y Ramona son una pareja joven disconforme con la injusticia social del contexto en el que se encuentra y que quiere luchar por un mundo más justo. Ray es un activista proveniente de una familia de clase media y su novia Ramona es cantante en una banda de punk: armados con dinamita, planean atacar un lugar público. Su historia de amor y sus convicciones políticas los llevan a un punto sin retorno en sus vidas.

## Reparto
- Andrés Almeida, como Ray.
- Jessy Bulbo, como Ramona.
- Edwarda Gurrola, como Disneylandia.
- Luisa Huertas, como Mamá de Ramona.
- Julieta Egurrola, como Mamá de Ray.
- Rodrigo Corea, como Policarpio.
- José Macías, como Don Enrique.
- Luis Rábago, como Padre de Ray.

## Premios
| Festival                      | País     | Premio                                                 | Año  |
| ----------------------------- | -------- | ------------------------------------------------------ | ---- |
| Festival de Cine de Cartagena | Colombia | Premio del jurado a mejor película.                    | 2012 |
| Festival de Cine Whistler     | Canadá   | Premio de la competencia Nuevas Voces Internacionales. | 2011 |

## Festivales
El lenguaje de los machetes se ha exhibido en los siguientes festivales.
- Festival Internacional de Chicago
- Festival Internacional de Cine de Morelia
- Festival de Nuevo Cine Latinoamericano de La Habana
- Festival Internacional de Cine de Göteborg (Suecia)
- Black Movie Film Festival (Ginebra)
- Festival Internacional de Cine Independiente de Istanbul (IF Istambul), Selección Oficial
- Festival Internacional de Cine de la UNAM (FICUNAM)
- Festival de Cine Latino de Montreal (Canadá)
- Festival Cine las Américas de Austin